# Zuleika Fuentes
Zuleika Fuentes (født 29. juni 1993) er en puertoricansk håndboldspiller, der spiller for klubben Rio Grande Handball. Hun er medlem af Puerto Ricos landshold. 
Hun deltog ved verdensmesterskabet i håndbold for kvinder i 2015 i Danmark.